# 姜钟
姜钟（1919年8月—2019年9月29日），原名姜心登，四川省巴中县江口分县（今平昌县）姜家河，中国人民解放军开国少将。

## 生平
早年因为家贫割草放牛，9岁时进私塾读书。1932年，红四方面军进驻巴中县。姜钟跟随父亲加入红军，并参加了童子团，不久加入了中国共产主义青年团，并担任童子团团长。1933年4月底，姜钟到通江参加团员代表大会后，报名参加红军。任红四方面军第三十军政治部宣传队宣传员，中共汶川县委书记。1935年秋，红四方面军南下第二次过草地，被留在中共绥靖县委任少共秘书。1936年，加入中国共产党。同年7月，红四方面军与红二、红六军团在甘孜会师后，他随军北上至定边，入定边中央党校学习。七七事变后，中央军委决定建立和开辟对侵华日军的技术侦察工作。1938年2月，姜钟被调军委二局训练班学习外语，并任党支部书记，出任二局科员、股长、副科长、一处助理员、三科科长。国共内战期间，他担任任军委二局训练班班主任，一中队中队长。1948年4月，任中央军委二局一处副处长，在辽沈战役、平津战役、淮海战役中，完成了技术研究和情报保障任务。1949年，出任华北革命大学第四部主任。
中华人民共和国成立后，任军委工程学校二部主任、校教育长。1952年，任中央军委技术部干部学校副校长。1954年6月，被调到军委西南技术局任局长兼党委书记，从事抗法援越、边境剿匪的情报保障任务，曾获三级八一勋章、二级独立自由勋章、二级解放勋章。1961年晋升为少将军衔。1957年12月起任总参三部业务指导局局长、副部长、第一副部长。1982年，任总参三部（总参谋部技术侦察部）部长。1988年获一级红星功勋荣誉章。2019年9月29日上午，他在解放军总医院逝世，享年101岁。